# Чойбалсан (аэропорт)
Аэропорт Чойбалсан (монг. Чойбалсан нисэх буудал) — гражданский аэропорт в городе Чойбалсане, в Монголии, бывший военный аэродром ВВС СССР. По классификации является аэродромом 1-го класса, способен принимать воздушные суда массой 75 т и более.

## История

### Военный аэродром
Военный аэродром использовался ВВС РККА во время Великой Отечественной войны и войны с Японией. На аэродроме в сентябре 1941 года сформирован 350-й истребительный авиационный полк, который базировался на нем до 1947 года. Также на аэродроме во время войны базировались:
- полки 297-й истребительной авиадивизии ПВО Забайкальской армии ПВО[3][4]:
  - 401-й истребительный авиационный полк ПВО;
  - 938-й истребительный авиационный полк ПВО;
  - 939-й истребительный авиационный полк ПВО.
- полки 190-й истребительной авиадивизии (до 16 августа 1945 года):
  - 17-й истребительный авиационный полк;
  - 494-й истребительный авиационный полк (до 16 августа 1945 года);
  - 821-й истребительный авиационный полк.

В период с 5 июня 1968 года по 11 июня 1990 года на аэродроме базировался 43-й авиационный Краснознаменный Севастопольский ордена Кутузова полк истребителей-бомбардировщиков из состава 29-й авиационной дивизии истребителей-бомбардировщиков на самолётах МиГ-17 (1968—1969), Су-7Б (1969—1971), Су-17 (1970—1971), Су-17М (1971—1979), Су-17М3 (1979—1990).
В 1981 году аэродром посетил Министр обороны СССР Маршал Советского Союза Д. Ф. Устинов, было принято решение о развёртывании на территории Монголии 44-й смешанного авиационного корпуса, с дислокацией управления корпуса в Чойбалсане. 
В 1990 году 43-й авиационный полк истребителей-бомбардировщиков был выведен из Монголии на аэродром Гвардейское Крымской области УССР. 1 декабря 1990 года полк включен в состав ВВС Краснознаменного Черноморского флота как 43-й отдельный морской штурмовой авиационный полк.

### Аэропорт сегодня
Международный резервный аэропорт в Чойбалсане построен на базе бывшего военного аэродрома (2001 год). После окончательного вывода ограниченного советского воинского контингента из Монголии в 1993 году взлетно-посадочная полоса военного аэродрома эксплуатировалась авиакомпанией MIAT Mongolian Airlines на внутренних рейсах.

## Рейсы
С 2008 года выполняются международные рейсы в Хайлар (КНР).
C 21 октября 2013 года авиакомпания Hunnu Air начинает выполнять рейсы в китайский город Маньчжурия.

#### Авиакомпания и назначение
Число рейсов, выполняемых этим аэропортом в обычном режиме:

## Основные данные
- Длина ВПП — 2850×40 м, асфальтобетон, запасная — 2500 м, ширина 40 м, грунт.
- Высота над уровнем моря: около 749 м.
- Основной посадочный курс — 300 градусов, обратный — 120.
- Код IATA: COQ, код ICAO: ZMCD.
- Географические координаты: 48 08 09.28"С 114 37 58.85" В

### Пассажиропоток
По пассажиропотоку аэропорт занимает 7 место в Монголии

### Аэропорты Улан-Батора
- Улан-Батор (аэропорт)
- Налайх (аэропорт)
- Мааньт (аэродром)

### Аэропорты Монголии
- Улгий (аэропорт)[13][14]
- Даланзадгад (аэропорт)[14][15][16]
- Ховд (аэропорт)[14][17]
- Мурэн (аэропорт)[18]